# Литэкс (компания)
ООО «Литэкс» (Рыбинский завод полиграфических машин) — российская машиностроительная компания, производившая оборудование для полиграфической промышленности. Она расположена в городе Рыбинске, на берегу Волги, в Зачеремушном районе. Завод был основан в 1915 году, в 1931 году было начато производство первой советской печатной машины «Пионер». С 2006 года переименован ООО «ЛИТЭКС».
Компания выпускала рулонные офсетные печатные машины для производства газет, книг, журналов любых форматов, пневмоагрегаты для типографий любой мощности.

## История
В 1915 году, во время Первой мировой войны, из Риги в Рыбинск был эвакуирован вагоностроительный завод акционерного общества «Феникс». В 1918 году он получил название «Пролетарий». Однако в 1921 оборудование завода «Феникс» было возвращено в Ригу, а работа завод «Пролетарий» была приостановлена.
В 1917 году фирма «Торговый дом Алейников, Аверин и К» начала строительство завода неподалёку от железнодорожной станции для изготовления разного рода арматуры: водопроводной, пароводной и трансмиссии. С марта 1918 года завод стал называться «Арматранс». Постройка главного корпуса завода была начата в 1919 году и продолжалась в последующие годы.
С сентября 1919-го по 1920 год завод занимался ремонтом паровозов, а затем был передан в ведение отдела металла Рыбинского Совета народного хозяйства.
В сентябре 1922 года к нему был присоединен работавший в то время завод сельскохозяйственных машин и после слияния завод получил название «Металлист». На нём изготавливались сельскохозяйственные машины и орудия.
В 1926 году из-за плохих санитарных условий и недостаточности помещений встал вопрос о расширении завода, поэтому завод «Металлист» было решено перевести на территорию бывшего завода «Пролетарий».
В 1931 году правительством принимается решение начать выпуск в СССР печатных машин, на что были выделены средства на реконструкцию завода и перепрофилирование его на выпуск плоско-печатных и ротационных машин. И уже 22 июля 1931 года была выпущена первая Советская плоскопечатная машина «Пионер-1», положившая начало отечественному полиграфическому машиностроению. С 4 января 1932 года завод стал называться Рыбинским заводом полиграфического машиностроения имени Г. Г. Ягоды.
С началом Великой Отечественной войны завод перешел на производство минометов. За систематическое, досрочное выполнение коллективом завода заказов оборонной промышленности завод награжден орденом Трудового Красного Знамени, а также орденом Ленина. В послевоенные годы было возобновлено производство полиграфического оборудования.
В связи с ростом долгов по налогам и выплате заработной платы в конце 2005 года была запущена процедура банкротства предприятия. В результате оно было приобретено московскими инвесторами и получило название ООО «Литекс». Было возобновлено производство полиграфического оборудования. Однако через некоторое вновь возникли финансовые проблемы, и в 2014 году предприятие прекратило своё существование. На базе литейного производства Рыбинского завода полиграфических машин ООО «ЛИТЭКС» создано ООО «Литейно-механический завод».

## Продукция
В настоящее время предприятие специализируется на изготовлении литых заготовок:
- из серого и высокопрочного чугуна методом литья в разовые песчано-глинистые и формы из ХТС;
- из углеродистых сталей методом литья по выплавляемым моделям.[4]

Литье используется для нужд полиграфического производства, для силовых гидравлических машин и гидроклапанной аппаратуры. 